# 宮口精二
宮口 精二（みやぐち せいじ、1913年〈大正2年〉11月15日 - 1985年〈昭和60年〉4月12日）は、日本の俳優。本名は宮口 精次。身長159cm。
築地座を経て文学座に参加し、同座の中心として多くの舞台に立ち、文学座退団後は東宝演劇部に所属して商業演劇に出演した。戦後から映画にも多く出演、巨匠監督の作品に立て続けに起用され脇役として活躍した。主な出演映画に『七人の侍』『張込み』『日本のいちばん長い日』など。亡くなるまで約15年間、編集兼発行人として季刊『俳優館』を出し続けた。

## 来歴・人物

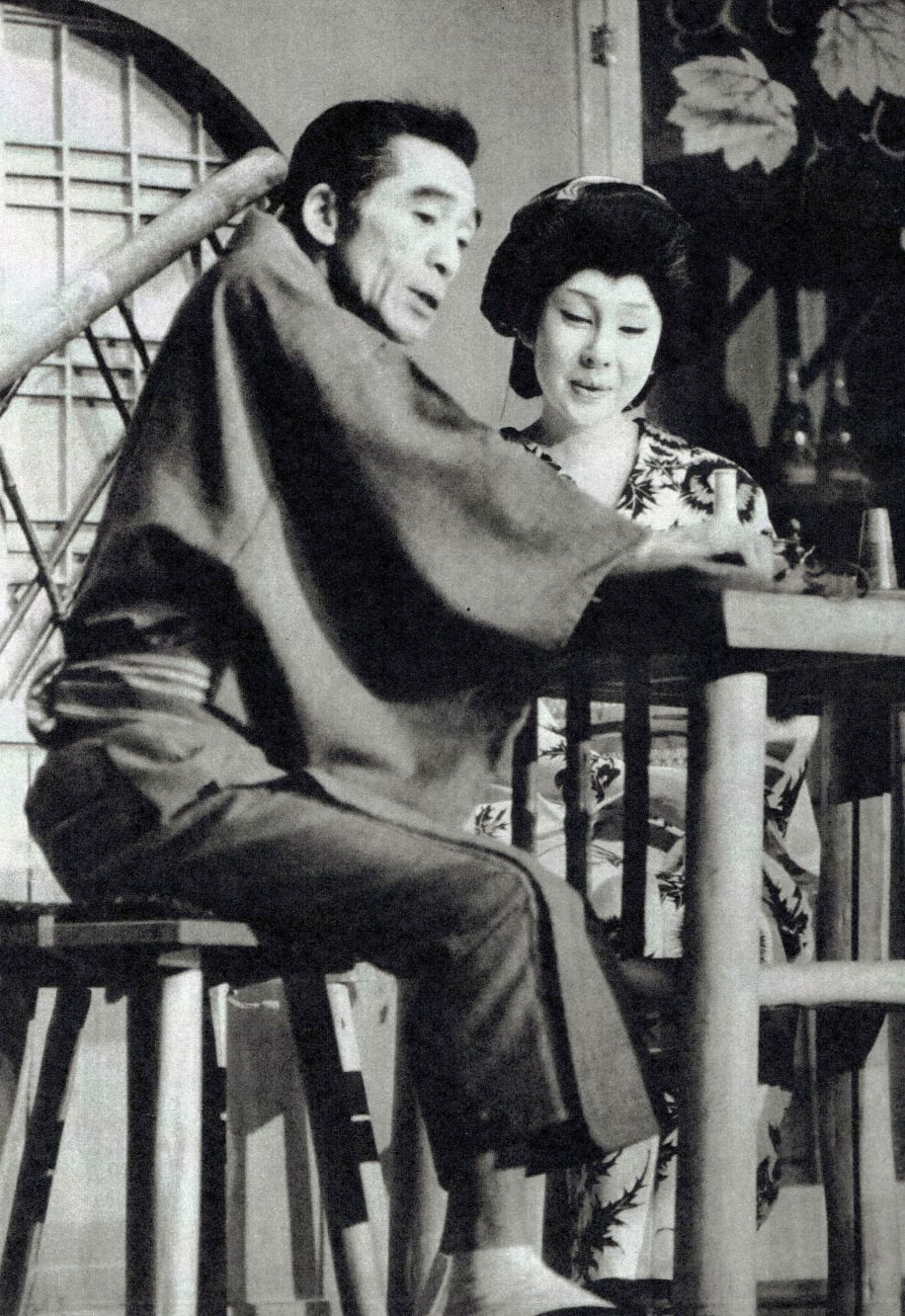
舞台『女紋』の宮口精二。演劇出版社『演劇界』第24巻5号(1966)より。右は瑳峨三智子。

1913年（大正2年）11月15日、東京府東京市本所区緑町（現：墨田区緑）に、大工の父・周市と母・もとの6人兄弟の次男として生まれる。幼時に本所区内の林町に移住する。
中和尋常小学校を経て東京市立第二中学校に入学するが、家庭の経済的事情から同校の夜学である上野夜間中学に転じ、同時に校長の紹介で福徳生命（現在のマニュライフ生命保険）東京支店に給仕として入社する。1931年（昭和6年）の卒業後も同社に勤務していたが、芝居好きの会社の同僚の誘いで歌舞伎や新劇を観るようになり、本人曰く「同じ貧乏をするなら、自分の好きな道で」とのことで役者を志す。
1933年（昭和8年）9月、友田恭助・田村秋子夫妻らが設立した築地座の研究生募集に応じて入団し、同年『アルトハイデルベルヒ』の通行人の学生役で初舞台を踏む。1935年（昭和10年）、久保田万太郎作『釣堀にて』に先輩の中村伸郎の代役として、一言だが初めて台詞のある役で出演する。築地座解散後は、1937年（昭和12年）の文学座結成に杉村春子らと共に参加、1944年（昭和19年）に森本薫作『怒涛』での演技で注目される。同年、黒澤明監督の『續姿三四郎』に同じ文学座の森雅之とともに出演して映画デビューする。1945年（昭和20年）5月、石川県小松市に劇団疎開、移動演劇隊に参加し北陸地方を巡演し、旅先で終戦を迎える。
戦後は、文学座の軸となり舞台に立ち、1949年（昭和24年）には『女の一生』『あきくさばなし』『雲の涯』の演技で第1回毎日演劇賞を受賞する。主に下町ものの作品で頑固だが人情深い職人役などを得意とした。1965年（昭和40年）2月8日に文学座を退団すると、同年5月に東宝演劇部と1年ごとの契約で入り、『霊界様と人間さま』『放浪記』などの東宝現代劇に出演し、堅実な脇役として活躍する。
戦後の映画出演は、1946年（昭和21年）の『浦島太郎の後裔』に出たあとしばらく出演がなかった。1948年に立川富美子と結婚。1951年（昭和26年）に木下惠介監督の『善魔』に出演したのを皮切りに、小津安二郎の『麦秋』、黒澤明監督の『生きる』『七人の侍』、木下監督の『楢山節考』、稲垣浩監督の『無法松の一生』、野村芳太郎監督の『張込み』、中村登監督の『古都』、篠田正浩監督の『乾いた花』、山田洋次監督の『男はつらいよ 柴又慕情』など、日本映画を代表する監督の作品に次々と起用される。なかでも、『七人の侍』では痩身で寡黙だが凄腕の剣客・久蔵、『張込み』では執念深い老刑事を演じて好演技を見せた。他に、複数作品に出演した監督だけでも小林正樹、今井正、山本薩夫、市川崑、岡本喜八、成瀬巳喜男らの名が並ぶ。
1970年（昭和45年）より個人で演劇冊子『俳優館』を主宰、季刊発行していた。アマチュア野球の審判としても知られ、後楽園球場や大阪スタヂアムで球審を務めたこともある。
1985年（昭和60年）4月12日午後11時30分、肺癌のため国立東京第二病院で死去。71歳没。1984年（昭和59年）の帝国劇場『桜の園』が最後の舞台となった。
なお、テレンス・マリック監督作品『シン・レッド・ライン』で、渡会伸とともに日本語アドバイザーを務めた宮口友夫（Tomo Miyaguchi）は長男で海外在住。宮口本人は一般社団法人映像コンテンツ権利処理機構において不明権利者とされている。

## 受賞・受章歴
- 1949年：第1回毎日演劇賞『女の一生』『あさくさばし』
- 1954年：第9回毎日映画コンクール 男優助演賞『七人の侍』
- 1983年：紫綬褒章

## 出演作品

### 映画

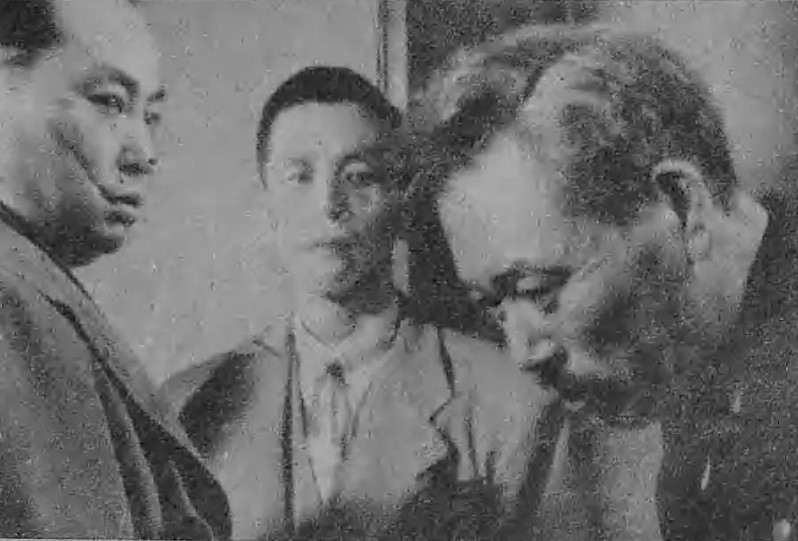
『生きる』（1952年）

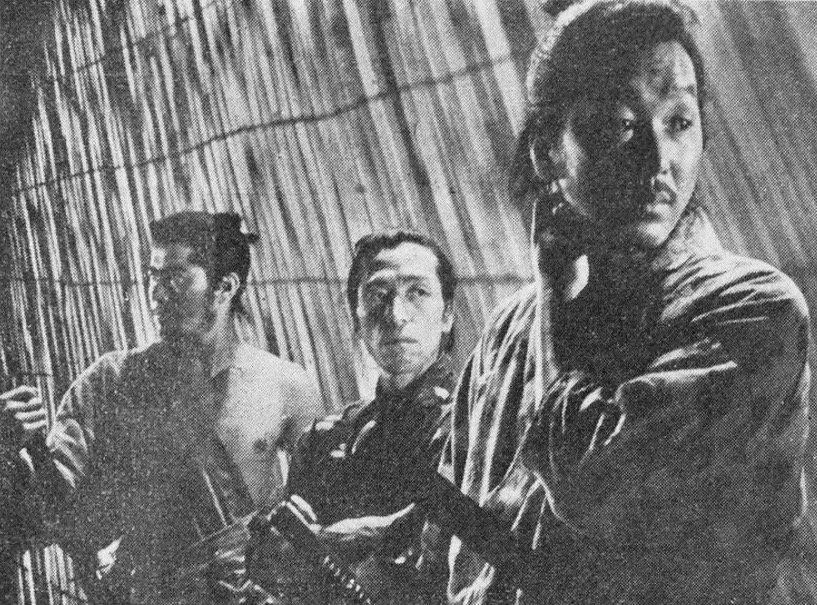
『七人の侍』（1954年）

『張込み』（1958年）

- 續姿三四郎（1945年、東宝） - 津崎公平 役
- 浦島太郎の後裔（1945年、東宝） - 稲倉代議士 役
- 三本指の男（1947年、東横映画） - 警部 役
- 女の四季（1950年、東宝）
- 善魔（1951年、松竹） - 編集次長 役
- 麦秋（1951年、松竹） - 西脇宏三 役
- 海の花火（1951年、松竹） - 石黒軍造 役
- 命美わし（1951年、松竹） - 大島 役
- 生きる（1952年、東宝） - ヤクザの親分 役
- にごりえ（1953年、文学座） - 源七 役
- 戦艦大和 （1953年、新東宝） - 司令部参謀 役
- 七人の侍（1954年、東宝） - 久蔵 役
- 太陽のない街（1954年、新星映画） - 父 役
- 叛乱（1954年、新東宝） - 橋井副総監 役
- 心に花の咲く日まで（1955年、文学座） - 鈴木 役
- 雪の炎（1955年、東宝） - 石山技手 役
- 早春（1956年、松竹） - 三浦勇三 役
- 彼奴を逃がすな（1956年、東宝） - 暗殺者B 役
- 暗黒街（1956年、東宝） - 岡部 役
- 処刑の部屋 （1956、大映） - 父・半弥
- 鬼火（1956年、東宝） - 修一 役
- 流れる（1956年、東宝） - なみ江の鋸山の叔父 役
- 蜘蛛巣城（1957年、東宝） - 幻の武者2 役
- 東京暮色（1957年、松竹） - 判事和田 役
- 危険な英雄 (1957年、東宝)
- あらくれ（1957年、東宝） - お島の兄・壮太郎 役
- 夜の蝶（1957年、大映） - フランソワの客 役
- 純愛物語（1957年、東映） - 裁判部判事 役
- 黒い河（1957年、松竹） - 金賢順 役
- 張込み（1958年、松竹） - 下岡刑事 役
- 黒い花粉（1958年、松竹） - 北賀代議士 役
- 無法松の一生（1958年、東宝） - 撃剣の師範 役
- 楢山節考（1958年、松竹） - 又やん 役
- 眠狂四郎無頼控 魔剣地獄（1958年、東宝） - 式部仙十郎 役
- 共犯者（1958年、大映） - 吉沢勇吉 役
- 人間の條件 第1・2部（1959年、にんじんくらぶ） - 王亨立 役
- キクとイサム（1959年、大東映画） - 院長 役
- 惜春鳥（1959年、松竹） - 彰の父 役
- ある日わたしは（1959年、東宝） - 城山正雄 役
- あゝ特別攻撃隊（1960年、大映） - 大西長官 役
- いろはにほへと（1960年、松竹） - 西垣 役
- 濹東綺譚（1960年、東京映画） - おでん屋・芳造 役
- 悪い奴ほどよく眠る（1960年、東宝） - 岡倉検事 役
- 武器なき斗い（1960年、大東映画） - 望月 役
- みな殺しの歌より 拳銃よさらば!（1960年、東宝） - 高橋
- あいつと私（1961年、日活） - 黒川甲吉 役
- 黒い画集 第二話 寒流（1961年、東宝） - 伊牟田博助 役
- 宮本武蔵シリーズ（東映） - 竹細工屋喜助 役
  - 宮本武蔵（1961年）
  - 宮本武蔵 般若坂の決斗（1962年）
- からみ合い（1962年、にんじんくらぶ） - 吉田貞蔵 役
- 破戒（1962年、大映） - 校長 役
- 秦・始皇帝（1962年、大映） - 儒学者 役
- 太平洋の翼（1963年、東宝） - 大西軍令部次長 役[7]
- 古都（1963年、松竹） - 太吉郎 役
- 無宿人別帳（1963年、松竹） - 卯助 役
- 五番町夕霧楼（1963年、東映） - 片桐三左衛門 役
- 母（1963年、近代映画協会） - 医師 役
- 風の武士（1964年、東映） - 平間退耕斎 役
- 乾いた花（1964年、松竹） - 船田組長 役
- 二匹の牝犬（1964年、東映） - 田坂刑事 役
- 二十一歳の父（1964年、松竹） - 越源一郎 役
- 赤い殺意（1964年、日活） - 宮田源次 役
- 猟人日記（1964年、日活） - 塚田 役
- 廓育ち（1964年、東映） - 塚田 役
- 検事霧島三郎（1964年、大映） - 森正行 役
- 世界詐欺物語・日本篇（1964年） - 刑事 役
- 怪談（1965年、にんじんくらぶ） - 老爺 役[8]
- 大根と人参（1965年、松竹）
- 悲しき別れの歌（1965年、日活） - 野村正雄 役
- ごろつき犬（1965年、大映） - 能見 役
- 未成年 続・キューポラのある街（1965年、日活） - 石黒辰五郎 役
- ガリバーの宇宙旅行（1965年、東映動画） - ガリバー博士 役（声の出演）
- 無法松の一生（1965年、大映） - 結城重蔵 役
- 異聞猿飛佐助 (1965年) - 甚内 役
- 阿片台地 地獄部隊突撃せよ（1966年、東映） - 阿片患者 役
- 8.15シリーズ（東宝）
  - 日本のいちばん長い日（1967年） - 東郷茂徳 役
  - 連合艦隊司令長官 山本五十六（1968年） - 伊藤軍令部次長 役[7]
  - 激動の昭和史 軍閥（1970年） - 東郷茂徳 役
- 颱風とざくろ（1967年、東宝） - 桑田直吉 役
- 社長シリーズ（東宝） - 伝之助 役
  - 社長繁盛記（1968年）
  - 続・社長繁盛記（1968年）
- リオの若大将（1968年、東宝） - 平山博士 役
- 兄貴の恋人（1968年、東宝） - 北川銀作 役
- 初めての旅（1971年、東京映画） - 食堂の主人 役
- 愛ふたたび（1971年、東宝） - みやの父 役
- 男はつらいよシリーズ（松竹） - 高見 役
  - 男はつらいよ 柴又慕情（1972年）
  - 男はつらいよ 寅次郎恋やつれ（1974年）
- 青い山脈（1975年、東宝映画） - 岡本先生 役
- 化石（1975年、俳優座映画放送・四騎の会） - 須波耕太 役
- 俺の選んだ女（1976年、東宝） - 易者 役
- トラック野郎・度胸一番星（1977年、東映） - 作右ヱ門 役
- 白夜の調べ（1978年、東宝映画） - 矢代圭造 役
- 翔べイカロスの翼（1980年、映画センター） - 三輪彌七 役
- 将軍 SHŌGUN（1980年、パラマウント映画） - 村次 役
- 長江（1981年、さだ企画） - ナレーション
- 幻の湖（1982年、橋本プロ） - 長尾吉兼 役
- 白蛇抄（1983年、東映） - 慈観 役
- 人魚伝説（1984年、ATG） - 辰男 役
- さらば箱舟（1984年、人力飛行機舎） - 老人 役
- オイディプスの刃（1986年、角川春樹事務所） - 研師慶山 役

### テレビドラマ
- 智恵子抄（1956年、KR） - 高村光太郎 役
- 山一名作劇場 / 石中先生行状記（1957年、NTV）
- 久保田万太郎アワー（NTV）
  - 月夜（1957年）
  - かどで（1957年）
  - おりき（1958年）
  - 雨空（1958年） - 指物職人幸三 役
- 文学座アワー / 泥棒と赤ん坊（1958年、NTV）
- ここに人あり（NHK）
  - 第49回「ボクは約束する」（1958年）
  - 第70回「中本家の訪客」（1958年）
  - 第72回「脚・五十年」（1958年） - 弥之助 役
- テレビ劇場（NHK）
  - 簪（1958年6月13日） - 山本源之進 役
  - 老人の眼（1959年12月18日）
  - 私は判らない（1960年9月9日）
  - 夜鵺（1961年6月14日） - 源蔵 役
  - 琴爪の箱（1961年12月20日） - 章平 役
  - 仏師（1962年7月11日）
- ウロコ座 第97 - 99回「五重の塔」（1958年、KR） - め組の鋭次 役
- ダイヤル110番 第55話「証第一号」（1958年、NTV）
- 東芝日曜劇場（KR→TBS）
  - 第97回「はね太鼓」（1958年）
  - 第142回「おくり火 大文字の夜」（1959年）
  - 第148回「鏨師」（1959年） - 志村免平 役
  - 第397回「男でありたい」（1964年） - 社長 役
  - 第412回「海のおへそ」（1964年、RKB毎日放送制作）
  - 第420回「斜めの橋」（1964年） - のぶ子の祖父 役
  - 第443回「父と子たち 再婚」（1965年） - 中西圭二 役
  - 第569回「赤井川家の客間」（1967年）
  - 第821回「あにいもうと」（1972年） - 赤座 役
  - 第1092回「時計」（1977年、北海道放送制作） - 高山 役
- 雑草の歌（NTV）
  - 第38回「聞えない葦」（1958年）
  - 第58回「溝」（1959年）
- 東芝家族劇場 第4回「浅芽生」（1959年、NET）
- スリラー劇場・夜のプリズム 第18回「ある強迫」（1959年、NTV） - 中池又吉 役
- 夫婦百景 第55回「正反対の夫婦」（1959年、NTV）
- 三行広告 第14話「バラ」（1959年、CX）
- サンヨーテレビ劇場（KR）
  - いろはにほへと（1959年） - 天野 役
  - 蛍（1960年） - 舟木栄吉 役
  - 川のある下町の話（1961年） - 千葉洋介 役
- これが真実だ 第5回「忠臣蔵・松の廊下事件」（1959年、CX） - 吉良上野介 役
- おかあさん（KR→TBS）
  - 第11話「明治の玩具」（1960年）
  - 第140話「マリアの涙」（1962年）
- 愛の劇場（NTV）
  - 第14 - 17回「もず」（1960年）
  - 第113回「緑」（1961年）
  - 第128回「屋根の下」（1962年） - 長沢辰造 役
  - 第177回「小田写真館」（1963年）
- ゴールデン劇場 / 火の車（1960年、NTV） - 細田民助 役
- 軍歌 第13回「復員」（1960年、KTV）
- 侍 第8回「生きていた秀光」（1960年、CX） - 坂田宗捨 役
- 決定的瞬間 第26回「笑い」（1961年、NTV） - 板倉甲斐守 役
- NECサンデー劇場 / 陽気な未亡人（1961年、NET） - 警官 役
- 東芝土曜劇場 第135回「俺も殺せ」（1961年、CX） - 浜田 役
- 文芸劇場（NHK）
  - 第8回「霧の夜の物語」（1961年）
  - 第39回「我が家の亡霊」（1962年） - 川上武吉郎 役
  - 第47回「閣下」（1962年）
  - 第66回「小さな王国」（1963年）
  - 第73回「小指」（1963年）
  - 第87回「石中先生行状記」（1963年）
- シャープ火曜劇場 第23回「妻よバラのように」（1962年、CX） - 俊作 役
- 人生の四季 第46回「孔子の辻斬り」（1962年、NTV） - 大野木重兵衛 役
- 指名手配 第137・138回「足跡」（1962年、NET）
- 近鉄金曜劇場（朝日放送）
  - 愛の終わりの時（1963年） - 中野定四郎 役
  - 正塚の婆さん（1963年、TBS）
  - ひとびとの葬送（1964年、中部日本放送）
- シャープ月曜劇場 第7回「雨夜の星」（1963年、CX） - 哲夫 役
- 日本映画名作ドラマ（NET）
  - 山と川のある町（1963年）
  - 浮草（1964年）
- 青春放課後（1963年3月23日、NHK） - 山口信吉 役
- 美しい星（1964年、東京12チャンネル）
- NHK劇場（NHK）
  - ある日鳥のように（1964年） - 山田鶴之助 役
  - 2DK夫人（1964年）
  - みちのくは遥かなれども（1964年） - 文吉 役
  - ママの救急箱（1964年）
  - 焚火のけむり（1966年） - 修吉 役
  - おしくらまんじゅう（1966年） - 小坂信太郎 役
  - 四回戦ボーイ（1968年）
- 日産スター劇場 / ピカソの絵（1964年、NTV）
- 判決 第105話「沖縄の子」（1964年、NET）
- 大河ドラマ（NHK）
  - 太閤記（1965年） - 曲直瀬道三 役
  - 樅ノ木は残った（1970年） - 原田民部 役
  - 新・平家物語（1972年） - 藤原俊成 役
  - 風と雲と虹と（1976年） - 武蔵竹芝 役
  - 峠の群像（1982年） - 仲買の老人 役
  - 徳川家康（1983年） - 鳥居忠吉 役
  - 山河燃ゆ（1984年） - 清瀬一郎 役
- 木下恵介アワー / 喜びも悲しみも幾歳月（1965年、TBS） - 女島灯台台長佐藤 役
- 家庭劇場 第17回「赤いろうそく」（1965年、NHK） - おじいさん 役
- 風雪 / 大正十二年九月一日関東大震災（1965年、NHK） - 山本権之助 役
- テレビ指定席 / 駅[9]（1965年、NHK）
- 光る海（1965年、TBS）
- 青春とはなんだ（1965年 - 1966年、NTV） - 植田源蔵 役
- これが青春だ（1966年 - 1967年、NTV） - 星野先生 役
- 文五捕物絵図 第24話「菊坂町路地裏」（1967年、NHK） - 仕立屋の老人 役
- シオノギテレビ劇場 / 東京物語（1967年、CX） - 平山周吉 役
- 青島幸男のおお!ながら君（1967年、TBS） - 紋太の父 役
- でっかい青春（1967年 - 1968年、NTV） - 篠原弥太郎 役
- 進め!青春（1968年、NTV） - 高木勝之進 役
- 東京バイパス指令（1968年 - 1970年、NTV） - 椎名部長刑事 役
- 鬼平犯科帳 第28話「縄張り」（1970年、NET / 東宝） - 芝の治兵衛 役
- はまぐり大将 第6話「貝は貝でもおせっかい」（1970年、NTV） - 小野平太 役
- 大忠臣蔵（1971年、NET） - 栗崎道有 役
- 人形佐七捕物帳 第21話「怪盗むささび小僧」（1971年、NET / 東宝） - 湯島の喜兵衛 役
- 花王愛の劇場 / 愛染椿（1972年、TBS）
- 荒野の素浪人（NET / 三船プロ）
  - 第1シリーズ 第2話「奪回 佐渡無宿人」（1972年） - 上田頼母 役
  - 第2シリーズ　第17話「遊女狂乱」（1974年） - 山城彦右衛門 役
- ポーラテレビ小説 / 吉井川（1972年 - 1973年、TBS） - 弥兵衛 役
- 泣くな青春 第15話「明日に生きる」（1973年、CX）
- 赤ひげ 第17話「凍鶴」（1973年、NHK） - 天野源伯 役
- 銀座わが町（1973年、NHK） - 立花雅堂 役
- 荒野の用心棒 第1話「死の砲撃は冥土に吠えて…」（1973年、NET / 三船プロ） - 畑三左衛門 役
- 幡随院長兵衛お待ちなせえ（1974年、NET / 東宝） - 桜井庄右衛門 役
- 6羽のかもめ 第14話「ひとり」（1975年、CX） - 北村五郎 役
- 伝七捕物帳 第68話「十手にかけた男の意気地」（1975年、NTV / ユニオン映画） - 札の辻の嘉平 役
- 鬼平犯科帳 第2話「雨隠れ鶴吉」（1975年、NET / 東宝） - 万屋源右衛門 役
- 賞金稼ぎ 第1話「墓場なき兵士たち」（1975年、NET / 東映） - 秦野監物 役
- 剣と風と子守唄 第13話「戦場の天使」（1975年、NTV / 三船プロ） - 山田陣内 役
- 大江戸捜査網 （東京12チャンネル）
  - 第123話「人斬り稼業に明日はない」（1974年） - 北見 役
  - 第228話「芸者殺しの罠」（1976年） - 浪人・小宮山 役
- 新・座頭市 第25話「帰って来た渡世人」（1977年、CX） - 佐吉の父 役
- 海は甦える（1977年、TBS） - 山県有朋 役
- 新・座頭市 第1シリーズ 第25話「帰って来た渡世人」（1977年、CX / 勝プロ） - 松五郎 役
- 赤い絆（1977年、TBS / 大映テレビ） - 久保康夫 役
- 特捜最前線 第50話「兇弾・神代夏子死す!」・第51話「兇弾II・面影に手錠が走る!」（1978年、ANB）
- 日本の戦後（NHK） - 鈴木茂三郎 役
  - 第7集「退陣の朝」（1978年）
  - 第10集「オペラハウスの日章旗」（1978年）
- 事件（1978年、NHK） - 谷本裁判長 役
- 太陽にほえろ! 第320話「翔べないカナリア」（1978年、NTV） - 武藤老人 役
- 俺たちは天使だ! 第14話「運が良ければリッチ・マン」（1979年、NTV / 東宝） - 辻大介 役
- 江戸の牙 第13話「悲哀 北から来た男」（1979年、NET / 三船プロ） - 佃の政五郎 役
- チェックメイト78 第21話「警部と殺人カード」（1979年、ABC / テレパック） - 新海春吉 役
- 御宿かわせみ 第1話「水郷から来た女」（1980年、NHK） - 松浦方斎 役
- ピーマン白書 第2話「ちょっと待て! ムリな結婚ケガのもと」（1980年、CX） - 文吉 役
- 風神の門（1980年、NHK） - 真田昌幸 役
- 平岩弓枝ドラマシリーズ / 春の島の女（1981年、CX） - 袖井嘉栄 役
- ドラマ人間模様 / 海峡（1981年、NHK）
- 少年ドラマシリーズ / おれたち夏希と甲子園（1982年、NHK） - 高野連会長 役
- 年忘れ必殺スペシャル 仕事人アヘン戦争へ行く 翔べ!熱気球よ香港へ（1983年、ABC） - 平賀源内 役
- 旅よ恋よ女たちよ（1985年1月5日、NHK） - 矢野源一 役

### ラジオドラマ
- 上海幻影路（1983年11月13日、TBSラジオ） - 山下信吉 役

### 舞台
- 怒涛（1944年・1947年、文学座） - 梅本清作 役
- 女の一生（1945年 - 1963年、文学座） - 堤伸太郎 役
- 桜の園（1945年、新劇合同） - 郵便局長 役
- フィガロの結婚（1947年、文学座） - アルマヴィヴァ伯爵 役
- あきくさばなし（1947年、文学座） - 清治 役
- シラノ・ド・ベルジュラック（1947年、文学座） - ド・ギッシュ 役
- マリウス（1947年、文学座） - ブラン氏 役
- 雲の涯（1948年、文学座） - 露木順之助 役
- ママの貯金（1949年、文学座） - トーカーソン 役
- 釣堀にて（1951年、文学座） - 信夫 役
- 探偵物語（1954年、文学座） - モーガン主任警部 役
- ハムレット（1955年、文学座） - 役者・劇中王 役
- 鹿鳴館（1956年、文学座） - 飛田天骨 役
- 大寺学校（1957年、文学座） - 光長正弘 役
- ワーニャ伯父さん（1958年、文学座） - ワーニャ伯父さん 役
- 薔薇と海賊（1958年、文学座） - 顧間 役
- 守銭奴（1962年、文学座） - ラ・フレーシュ 役
- 三人姉妹（1964年、文学座） - トゥーゼンバフ男爵 役
- 霊界様と人間さま（1965年、芸術座） - 東山浩平 役
- 女紋（1966年、芸術座） - 玉田玉麟 役
- さぶ（1968年、芸術座） - 与平 役
- 宮本武蔵（1970年、帝国劇場） - 本阿弥光悦 役
- 淀どの日記（1971年、帝国劇場） - 豊臣秀吉 役
- 放浪記（1971年・1974年、芸術座） - 安岡信雄 役
- 春の坂道（1971年、帝国劇場） - 石船斎 役
- おたふく物語（1977年、芸術座） - 市兵衛 役
- しぐれ茶屋おりく（1980年、東京宝塚劇場） - 萩原春峰 役
- 女たちの忠臣蔵（1980年、帝国劇場） - 間喜兵衛 役
- アマデウス（1982年、サンシャイン劇場） - 宮廷楽長ボンノ 役
- 桜の園（1984年、帝国劇場） - フィルス 役

### CM
- 資生堂「バスボン石鹸」（1980年ごろ） - 友里千賀子や京塚昌子と共演

## 吹き替え
- 青い珊瑚礁（1949年） - ノエル・パーセル
- ベン・ケーシー（1962年 - 1964年、TBS版） - サム・ジャッフェ
- わが家は11人（1972年 - 1981年） - ウィル・ギア
- 隔離病棟戦慄の120時間（1970年） - ジョン・デナー

## 文献
- 『俳優館 宮口精二<対談>』、白川書院、1976年
- 『俳優館 宮口精二対談集　ざっくばらんの劇界秘話』、大和山出版社、1983年
- 宮入弘光『役者という存在 宮口精二について』、軌跡社、1983年